# Villa San Giovanni in Tuscia
Villa San Giovanni in Tuscia é uma comuna italiana da região do Lácio, província de Viterbo, com cerca de 1.164 (Cens. 2001) habitantes. Estende-se por uma área de 5,25 km², tendo uma densidade populacional de 221,71 hab/km². Faz fronteira com Barbarano Romano, Blera, Vetralla.

## Demografia
| Variação demográfica do município entre 1861 e 2011                               |
|                                                                                   |
| Fonte: Istituto Nazionale di Statistica (ISTAT) - Elaboração gráfica da Wikipedia |